# Дегтярюк, Игорь Иванович
И́горь Ива́нович Дегтярюк (23 октября 1951, Кировоград — 4 октября 2014) — советский и российский гитарист.

## Биография
Родился 23 октября 1951 года в Кировограде. Его отец работал в суде, а его мать сначала работала на хлебозаводе, а потом её выдвинули в горком партии. Музыкой начал заниматься с шести лет. Когда Игорь учился в 5 классе, семья переехала в Москву. Здесь он поступил учиться в школу № 711, на Кутузовском проспекте. Отношения со школьными товарищами у него не сложились и десятый класс пришлось заканчивать уже в другой школе. Окончил музыкальную школу по классу скрипки, затем Царицынское музыкальное училище ГМПИ им. М.М. Ипполитова-Иванова. Учась в десятом классе, начал работать на Шаболовке в телепрограмме «Эстафета новостей». На первом курсе начал играть в группе, которая называлась «Путники». Окончил МГУ, факультет журналистики. Учился в Гнесинском училище.
Сменил целый ряд групп, среди которых «Бисер» (1968), «Путники» (1969), «Второе дыхание» (1971), группа Тамары Миансаровой (1971), «Арсенал» (1972), «Весёлые ребята» (1973), «Машина времени» (1974), ансамбль «Рапсодия» под управлением В. Н. Петренко (1975), группа Тамары Миансаровой (1975), рок-оркестр «Рапсодия» (1978—1981).
С лета 1980 года руководил самодеятельностью в ДК «Прожектор», затем работал на телевидении. Участвовал в клубных проектах, играл в группе The Second Wind, занимался страховым бизнесом. Жил в Москве, профессионально занимался журналистикой, публиковался в «Московском комсомольце».
Умер в 2014 году.

## Творчество
Один из лучших советских электрогитаристов первой половины 1970-х годов. Прославился тем, что исполнял на соло-гитаре технически сложные вещи Джимми Хендрикса, Джонни Уинтера, группы Genesis, по этой причине носил неофициальный титул «Московский Джимми Хендрикс».
Выделялся экстравагантным внешним видом: «Своим болельщикам он запомнился в псевдоиндейском пончо, широченных цветастых клешах из гобеленовой ткани, по каждой штанине которых в виде лампасов шла лента из пацифистских знаков».